# Fominskoje (rejon totiemski)
Fominskoje (ros. Фоминское) – wieś w Rosji, w rejonie totiemskim obwodu wołogodzkiego. W 2010 r. liczyła 104 mieszkańców.